# Gianpietro Marchetti
Gianpietro Marchetti (ur. 22 października 1948 w Rudiano) – włoski piłkarz, występujący na pozycji obrońcy. Po zakończeniu kariery został działaczem piłkarskim.
Z zespołem Juventus F.C zdobył mistrzostwo Włoch (1972, 1973). W latach 1972–1973 rozegrał 5 meczów w reprezentacji Włoch.